# Кьонгі (провінція, Південна Корея)

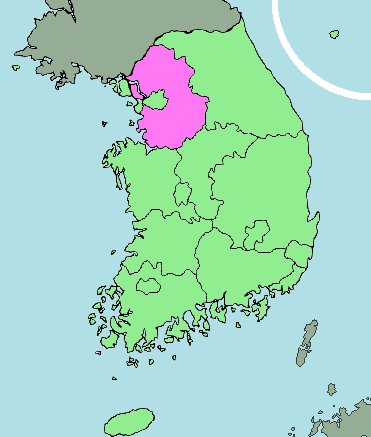
Кьонгі

Кьонгі́ (кор. 京畿道, 경기도, Кьонгі-до) — провінція Республіки Корея. Розташована на заході Корейського півострова, на північному заході Республіки. Зі сходу омивається водами Жовтого моря. Утворена на основі історичної провінції Кьонгі, столичної адміністративної одиниці стародавньої Кореї.